# MicroProse Software
MicroProse Software, Inc. (též známá jako MicroProse Simulation Software), byla americká vývojářská společnost videoher založená Sidem Meierem a Billem Stealeym. Je známá jako vydavatel her Sida Meiera: Pirates!, Railroad Tycoon, Civilization. Také jako vydavatel her ze série X-COM nebo Transport Tycoon Chrise Sawyera.
MicroProse je také autorem mnoha simulátorů jako Kennedy Approach, Silent Service, F-15 Strike Eagle, F-19 Stealth Fighter, M1 Tank Platoon, Gunship, Formula One Grand Prix, Knights of the Sky a dalších.
V roce 1993 společnost zakoupila konkurenční Spectrum Holobyte.
Společnost ukončila činnost v listopadu 2003 na popud Atari, jež zavřelo mateřské vývojářské studio v Hunt Valley v Marylandu.